# Martín Alonso Pedraz
Martín Alonso Pedraz (Valdunciel, Salamanca, 1903-Madrid, 1986) fue un filólogo, lexicógrafo, gramático, periodista y poeta español.

## Biografía
Estudió filosofía y letras en la Universidad de Salamanca, siendo alumno de Miguel de Unamuno. Como periodista colaboró en La Nación de Buenos Aires y también  en ABC y Ya de Madrid. 
Casado con Blanca Jiménez Tur.
Participó en su día en la redacción del tercer volumen del Diccionario histórico de la lengua española. Fue un incansable viajero, de lo que hay huellas en su obra periodísticia y poética. Se editaron dos volúmenes de su obra literaria (Madrid, Aguilar, 1977) que contienen, entre otros, los poemarios Piedras de Romancero. Poemas de Castilla compuestos en la ciudad sitiada de Madrid, años de 1937 y 1938 (Madrid: Renacer, 1939); Rumor de boda, libro de la novia (Barcelona: Ayma, 1942); Amor ronda la casa (Madrid: Aguilar, 1953); Raíces y alas (1956-1957), primer Premio Nacional de Poesía de 1941. (Madrid: Aguilar, 1958), y, entre los ensayos, Nosotros los escritores. Mi encuentro con la verdad. Estilo y técnica. Tercera frontera del idioma. Breve poética, pero no el Libro del buen andar. Prosas castellanas de romería (Madrid: Editora Nacional, 1942). En la actualidad existe una fundación a su nombre y al de su esposa en Salamanca. Fue galardonado con la medalla de oro al mérito por la Real Academia Española. Participó, también en el tercer volumen del Diccionario Histórico que prepara la Real Academia, y que hasta hoy no ha podido terminar su redacción. 
Entre sus obras filológicas, cabe destacar Ciencia del lenguaje y arte del estilo (Madrid, Aguilar 1947, corregido y ampliado en hasta doce reediciones y todavía reimpreso; incluye actividad y técnica literarias, arte de escribir y hablar, edición literaria, preceptiva, lengua española y retórica y ejercicios prácticos); Evolución sintáctica del español moderno (Madrid: Aguilar Ediciones, 1962; 2.ª ed. 1964); Gramática del español contemporáneo (El lenguaje del hombre de hoy actualizado con autoridades de escritores de nuestra época, españoles e hispanoamericanos) (Madrid: Guadarrama, 1968); Literatura universal y española (Madrid, Compañía Bibliográfica Española, 1955) y, en tres volúmenes, una Enciclopedia del idioma -Diccionario histórico y moderno de la lengua española (siglos XII al XX). Etimológico, Tecnológico, Regional e Hispanoamericano- (Aguilar, Madrid, 1958) que explica el significado y evolución de cada palabra y cada acepción por siglos, con la autoridad de más de 1.500 autores medievales, renacentistas, modernos y contemporáneos, la comprobación de sesenta diccionarios preacadémicos, del célebre Diccionario de Autoridades de 1726 (6 vols.), de las dieciocho ediciones del Diccionario Académico (1780 a 1956) y de más de quinientos diccionarios y glosarios de especialidades. Redacción análisis y ortografía (Madrid: Aguilar, 1962); Diccionario ortográfico. Explicación de 13.000 palabras: frases, modismos extranjeros, nombres personales y geográficos de difícil ortografía. (Madrid: Aguilar, 1963)  Español para extranjeros: conversación, traducción, correspondencia, vocabulario en siete idiomas, guía (Madrid: Aguilar, 1968). Historia de la literatura mundial. Vol. I : Mundo antiguo, medieval y renacentista. Vol. II: Mundo neoclásico, romántico y contemporáneo. (Madrid: Editorial Edaf, 1969). Tercera frontera del idioma. (San Juan de Puerto Rico, Editorial Club de la Prensa, 1969). Diccionario Del Español Moderno  (Madrid: Aguilar, 1972). Segundo estilo de Bécquer. Ensayo biocrítico del poeta y de su época (Madrid, 1972). Diccionario Medieval Español. Desde las Glosas Emilianenses y Silenses (x. X) hasta el siglo XV. 2 Tomos. Tomo I: A - C. Tomo 2: CH - Z. (Salamanca: Universidad Pontificia de Salamanca, 1986)

## Obras
- Obra Literaria (Madrid, Aguilar, 1977),  2 vols.

### Poesía
- Piedras de Romancero. Poemas de Castilla compuestos en la ciudad sitiada de Madrid, años de 1937 y 1938  (Madrid: Renacer, 1939)
- Rumor de Boda, libro de la novia (Barcelona: Ayma, 1942)
- Amor ronda la casa (Madrid: Aguilar, 1953)
- Raíces y alas. (1956-1957), primer Premio Nacional de Poesía de 1941. (Madrid: Aguilar, 1958)

### Ensayos
- Nosotros los escritores
- Mi encuentro con la verdad
- Estilo y técnica
- Breve poética
- Tercera frontera del idioma. (San Juan de Puerto Rico, Editorial Club de la Prensa, 1969).
- Libro del buen andar. Prosas castellanas de romería (Madrid: Editora Nacional, 1942).
- Segundo estilo de Bécquer. Ensayo biocrítico del poeta y de su época (Madrid, 1972).

### Filología
- Ciencia del lenguaje y arte del estilo (Madrid: Aguilar, 1947, corregido y ampliado en hasta doce reediciones y todavía reimpreso)
- Evolución sintáctica del español moderno (Madrid: Aguilar, 1962; 2ª ed., 1964)
- Gramática del español contemporáneo (El lenguaje del hombre de hoy actualizado con autoridades de escritores de nuestra época, españoles e hispanoamericanos) (Madrid: Guadarrama, 1968)
- Literatura universal y española (Madrid: Compañía Bibliográfica Española, 1955)
- Redacción, análisis y ortografía (Madrid: Aguilar, 1962)
- Español para extranjeros: conversación, traducción, correspondencia, vocabulario en siete idiomas, guía (Madrid: Aguilar, 1968).
- Historia de la literatura mundial. Vol. I : Mundo antiguo, medieval y renacentista. Vol. II: Mundo neoclásico, romántico y contemporáneo. (Madrid: Edaf, 1969).
- Antología y comentario de textos literarios, 1961.
- Manual de lengua española; segundo año de bachillerato, 1959.
- Claves literarias, Buenos Aires: Fondo Editorial Bonaerense, 1984.
- Literatura Universal y Española, 1955.
- Compendio de lengua y literatura [siglo XII al XVI] tercer año 1955.
- Curso elemental de lengua española; primer año de bachillerato (plan 1957), 1958.

### Diccionarios
- Diccionario del español moderno (Madrid: Aguilar, 1972).
- Enciclopedia del idioma -Diccionario histórico y moderno de la lengua española (siglos XII al XX). Etimológico, tecnológico, regional e hispanoamericano (Aguilar, Madrid, 1958), 3 vols.
- Diccionario medieval español. Desde las glosas emilianenses y silenses (x. X) hasta el siglo XV. 2 Tomos. Tomo I: A - C. Tomo 2: CH - Z. (Salamanca: Universidad Pontificia de Salamanca, 1986)
- Diccionario ortográfico. Explicación de 13.000 palabras: frases, modismos extranjeros, nombres personales y geográficos de difícil ortografía. (Madrid: Aguilar, 1963)
- Diccionario de sinónimos explicados: matización, aclaración, o antónimos y frases. (Madrid: EDAF, 1984)

## Fuente
- A. Domínguez Rey: "El escritor al día: "M. A." (EL, 1973, núm. 523.
- Jesús Bregante, Diccionario Espasa de Literatura Española. Madrid: Espasa, 2003.

- Datos: Q6002466